# Marie-Thérèse Goutmann
Marie-Thérèse Goutmann, née Milhau le 29 août 1933 à Pontchartrain et morte le 29 septembre 2016 à Montpellier, est une femme politique française.
Institutrice de profession, elle est membre du Parti communiste français (PCF), auquel elle a adhéré à l'âge de 18 ans. Elle milite activement au sein du parti, notamment au côté de Georges Marchais.
Sénatrice de la Seine-Saint-Denis de 1968 à 1978, elle est la première femme à présider un groupe parlementaire en France. Marie-Thérèse Goutmann siège également durant cette période au Parlement européen, avant d'être élue maire de Noisy-le-Grand en 1977 puis députée et vice-présidente de l'Assemblée nationale en 1978.  Battue aux élections législatives de 1981, elle perd sa mairie trois ans plus tard et est condamnée en 1986 pour fraude électorale.
Après avoir pris sa retraite de l'Éducation nationale, elle s'installe dans l'Hérault en 1995 et continue à assumer jusqu'à sa mort diverses responsabilités au sein du PCF.

## Biographie

### Famille, études et profession
Née le 29 août 1933 à Pontchartrain, dans le département de Seine-et-Oise (actuelles Yvelines), elle est la fille de Jean Milhau, artiste peintre et ancien résistant, et d'Antoinette Gillet, avocate, administratrice civile au ministère de la Guerre (révoquée en 1940 et réintégrée en 1944). Marie-Thérèse Goutmann a deux frères : un frère aîné, Jacques Milhau, agrégé de philosophie et auteur de nombreux ouvrages d'inspiration marxienne, et un frère jumeau, Denis Milhau, diplômé de l'École du Louvre et ancien conservateur du musée des Augustins de Toulouse.
Réfugiée à Montpellier avec sa mère et ses deux frères durant l'Occupation (et pendant la clandestinité de leur père entré dans la Résistance en avril 1943 après une arrestation par la milice), elle effectue sa scolarité primaire dans le Midi, puis de retour à Paris sa scolarité secondaire dans un lycée pour jeunes filles dans le 20e arrondissement, proche du lycée Buffon où se rend son frère Denis. C'est là qu'elle rencontre le jeune Emmanuel Goutmann, avec lequel elle commence des études de médecine après le baccalauréat, et qu'elle épouse en mars 1953. De cette union naît un fils, Serge, suivi en 1958 de leur première fille Isabelle, puis en 1964 de leur deuxième fille Aline. 
Institutrice de profession, elle est d'abord remplaçante à l'école maternelle du Quai de Jemmapes à Paris, puis titulaire à Gagny et enfin à Montfermeil, et devient directrice de l'école maternelle des Coudreaux, puis aux Bosquets de Clichy-Montfermeil. Elle est également active au sein du Syndicat national des instituteurs et à la Fédération des conseils de parents d'élèves.

### Débuts en politique
Marie-Thérèse Goutmann s'engage très tôt, à l'âge de 18 ans, au Parti communiste français (que son père Jean Milhau avait rejoint avant-guerre, après les accords de Munich, et sa mère en 1947). Elle assume en son sein des responsabilités de plus en plus importantes, tant au niveau départemental (fédération PCF de Seine-et-Oise, puis de Seine-Saint-Denis) qu'au niveau national (en tant que responsable de la commission Enfance à partir de 1972 et auteure à ce titre de l'ouvrage Et l'enfant ? en 1979, responsable de la commission Handicap de 1976 à 1988, puis animatrice de 1988 à 1993 du comité de défense des libertés et des droits de l'Homme présidé par Georges Marchais).
Grâce à la confiance de ses camarades du PCF et au soutien indéfectible de son mari Emmanuel, Marie-Thérèse Goutmann mène plusieurs campagnes électorales au nom du parti : tête de liste aux élections municipales de 1965 à Gagny, candidate aux élections cantonales de 1967, suppléante du candidat PCF aux élections législatives de 1967, puis candidate elle-même en 1968 et 1973 dans la 9e circonscription de la Seine-Saint-Denis, avant d'assumer plusieurs mandats significatifs.

### Parlementaire
Élue sénatrice de la Seine-Saint-Denis le 22 septembre 1968 (plus jeune sénatrice de France à l'âge minimal de 35 ans), elle intègre le groupe communiste au Sénat, dont elle prend la présidence en 1975 à la suite du décès de Jacques Duclos, devenant la première femme à assurer la présidence d'un groupe parlementaire en France. Lors de son élection, en 1968, seules quatre autres femmes siégeaient au Sénat, soit 1,8 % des élus. De même, Marie-Thérèse Goutmann est la première femme à siéger en tant que parlementaire à la Haute Cour de justice. Réélue en 1977, elle est nommée par le Sénat représentante de la France au Parlement européen, entre 1974 et 1978.
Elle siège au sein de la commission des Affaires étrangères, de la Défense et des Forces armées. En dehors de son travail en commission, elle s'intéresse particulièrement aux questions relatives à l'égalité homme-femme, aux aides sociales, au salaire minimum et aux droits des femmes victimes de viol.
Membre active de la direction nationale du PCF, dont elle est membre du Comité central de 1973 à 1990, Marie-Thérèse Goutmann est présentée un temps par les observateurs de la vie politique comme « ministrable » à l'approche de l'élection présidentielle de 1974, mais le candidat de la gauche, François Mitterrand, est battu par Valéry Giscard d'Estaing.
Lors des élections législatives de 1978, elle est élue députée dans la 9e circonscription de la Seine-Saint-Denis (Clichy-sous-Bois, Gagny, Le Raincy, Livry-Gargan, Montfermeil, Neuilly-sur-Marne, Noisy-le-Grand). Le scrutin est cependant annulé le 7 juin suivant par le Conseil constitutionnel et une élection partielle est organisée. Marie-Thérèse Goutmann est réélue députée le 23 juillet 1978 avec 50,8 % des suffrages exprimés, et renonce à son siège de sénatrice. Durant son mandat, elle est notamment vice-présidente de l'Assemblée nationale et membre de la commission des Affaires étrangères. Elle se désiste à l’issue du premier tour des élections législatives de 1981, afin de favoriser la victoire du candidat PS au second tour, puis ne se présente pas aux élections législatives de 1986.

### Élue de Seine-Saint-Denis
Sur le plan local, Marie-Thérèse Goutmann est d'abord élue conseillère municipale (1970-1977) dans la commune de Montfermeil, puis maire de Noisy-le-Grand à l’issue des élections municipales de 1977. Malgré sa réélection en 1983, le scrutin est annulé l'année suivante par le Conseil d’État (le conseil municipal est dissous par décret du 30 mars 1984) en raison du faible écart de voix et de la décision prise de déclarer comme nuls un certain nombre de bulletins mal orthographiés. Les élections partielles qui suivent donnent la victoire à son adversaire Françoise Richard (RPR).

### Dernières années

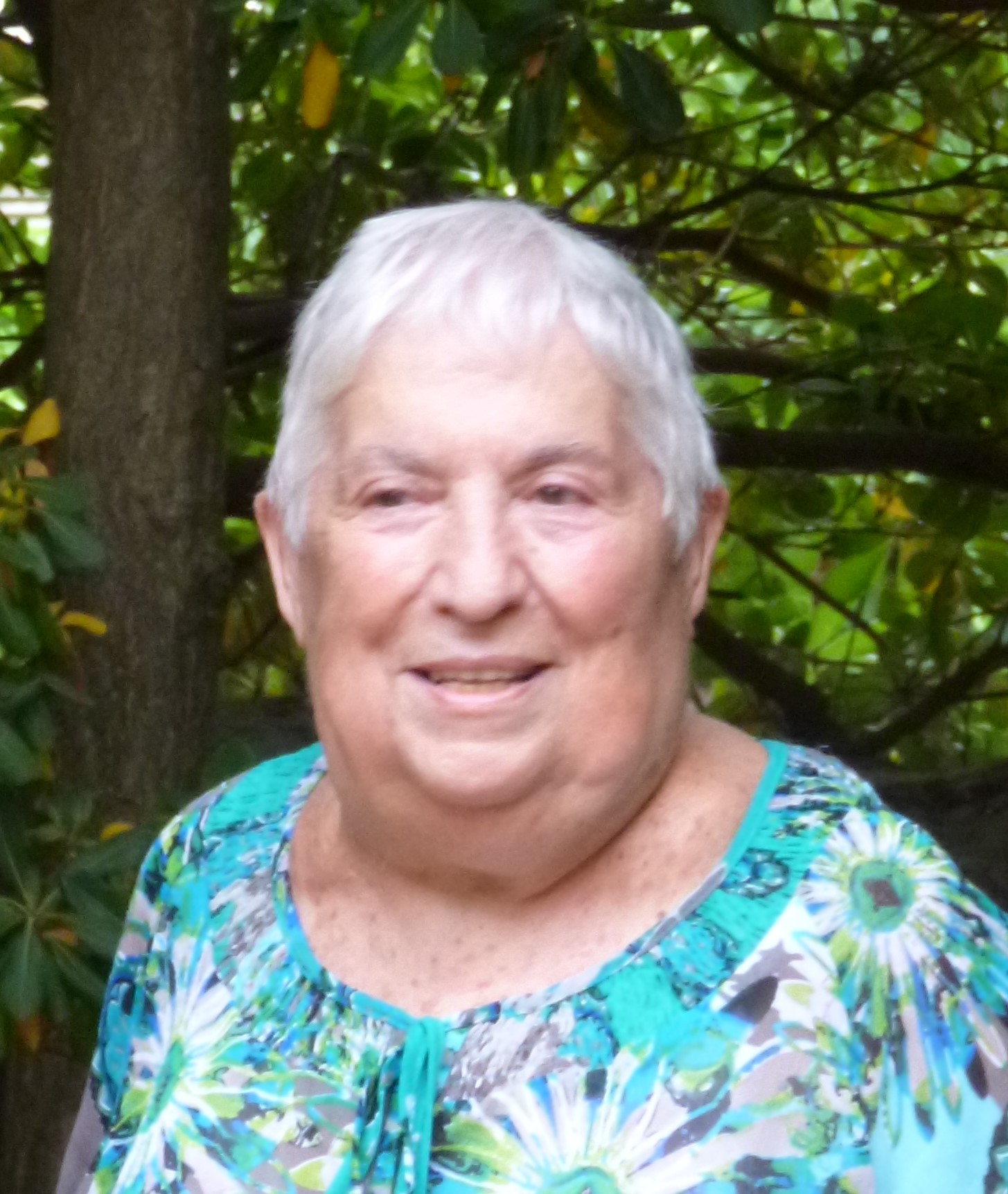
Marie-Thérèse Goutmann en 2013.

Condamnée pour fraude électorale à six mois de prison avec sursis, 8 000 francs d'amende et dix ans d'inéligibilité en 1986, Marie-Thérèse Goutmann n'abandonne pas pour autant son engagement politique.
Elle poursuit ses activités militantes en région parisienne auprès de Georges Marchais, notamment au sein du comité de défense des libertés et des droits de l'Homme institué par le PCF, puis au sein de la section de Sète du PCF (au côté de François Liberti, alors maire de la ville) ainsi que de la fédération départementale de l'Hérault, lorsqu'elle et son mari Emmanuel partent pour leur retraite s'installer dans le Midi de la France. Emmanuel Goutmann meurt en septembre 1999.

### Mort et hommages
Elle meurt le 29 septembre 2016 à Montpellier, à l'âge de 83 ans,, trois mois à peine après le décès de son frère jumeau Denis Milhau.
De nombreuses personnalités politiques de tous bords saluent sa mémoire, tandis qu'un hommage lui est rendu quelques jours plus tard à la tribune du Sénat par le président Gérard Larcher. Marie-Thérèse Goutmann est enterrée au cimetière de Sète, au côté de son mari.

## Résultats aux élections législatives
| Année   | Parti  | Parti | Circonscription            | Premier tour | Premier tour | Premier tour | Premier tour | Second tour | Second tour | Second tour | Second tour |
| Année   | Parti  | Parti | Circonscription            | Voix         | %            | Rang         | Issue        | Voix        | %           | Rang        | Issue       |
| ------- | ------ | ----- | -------------------------- | ------------ | ------------ | ------------ | ------------ | ----------- | ----------- | ----------- | ----------- |
| 1968    |        | PCF   | 9e de la Seine-Saint-Denis | 18 651       | 25,3         | 2e           | Ballottage   | 28 800      | 42,6        | 2e          | Battue      |
| 1973    | 21 421 | PCF   | 9e de la Seine-Saint-Denis | 25,5         | 2e           | Ballottage   | 41 031       | 49,9        | 2e          | Battue      |             |
| 03/1978 | 26 842 | PCF   | 9e de la Seine-Saint-Denis | 26,3         | 1re          | Ballottage   | 50 743       | 50,1        | 1re         | Élue        |             |
| 07/1978 | 27 110 | PCF   | 9e de la Seine-Saint-Denis | 49,3         | 1re          | Ballottage   | 32 515       | 50,8        | 1re         | Élue        |             |
| 1981    | 19 875 | PCF   | 9e de la Seine-Saint-Denis | 22,6         | 3e           | Ballottage   | Retrait      | Retrait     | Retrait     | Retrait     |             |

## Publications
- Marie-Thérèse Goutmann, Et l’enfant ?, Paris, Les Éditions sociales, 1979, 220 p. (ISBN 978-2209053551).